# The Lucky Ones
«The Lucky Ones» —en español: «Los afortunados»— es una canción interpretada por la cantante y compositora estonia Kerli, perteneciente a su segundo Extended play Utopia. El sencillo fue publicado en la cuenta VEVO de Kerli el 29 de octubre de 2012.

## Recepción
En 2011 y 2012, respectivamente Kerli lanzó dos canciones como sencillos promocionales de su próximo álbum de estudio en segundo lugar, la utopía: "Army of Love" y "Gravedad Cero", los cuales inicialmente se había anunciado como singles oficial del álbum.1 2 3 en 2012, Kerli y SeventyEight sueco equipo de producción, formado por Svante Halldin y Hazell Jakob, comenzó a trabajar en las canciones para el álbum en los Estudios de Grabación Westlake, Los Ángeles, y en Estocolmo, Suecia.1 4 Kerli señaló que se sentía cómodo trabajando en el estudio con el dúo, que se menciona como sus "compañeros del alma composición de canciones", y agregó que cuando "[...] fueron juntos en el estudio de la energía estaba lleno de electricidad". 4 Su colaboración resultó en canciones tales como "El Lucky Ones ".5 en agosto de 2012, universal Motown Records vicepresidente Chris Anokute anunció a través de su cuenta de Twitter que una canción titulada" Lucky Ones "serviría como el primer sencillo del Kerli album.6 hizo un chat en vivo en septiembre de explicar el significado de la canción, que fue inspirado por un amigo de ella para encontrar la cura para el cáncer: "El mensaje de la canción es que nosotros nunca olvidamos que somos los afortunados el hecho de que lleguemos a sentarnos aquí en este momento [. ...] y estar sano. definitivamente es la canción más sentido que he escrito "5.
El 26 de octubre de 2012, "The Lucky Ones" se estrenó en blog.5 Perez Hilton Tres días más tarde, la canción fue puesto a disposición para su descarga digital a través de Island Records.

## Composición
"The Lucky Ones" es una canción electropop. Su influencia sintetizador de producción contiene electrdance y los ritmos de trance. Kerli canta frases como: "Y cuando el mundo se está derrumbando / Puedo hacerlo mejor / Cuando estás perdido, hay que encontrar / miraré por siempre", mientras que en el coro canta "Somos los afortunados!.

## Video
El vídeo musical oficial de la canción fue estrenado el 5 de diciembre de 2012. Fue dirigida por Ethan Chancer & Brian Ziff.
El video muestra Kerli bailando y caminando por las calles de Los Ángeles mientras canta la canción. En medio de este transcurso tres escenas separadas son mostradas que representan a otras personas. La primera escena muestra una pareja en un club teniendo una discusión y luego se ve al novio salvando a su novia de un accidente de auto.  La segunda escena muestra a una mujer desolada mirando por una ventana mientras juega con su pelo, botellas de prescripción de píldoras se muestran en la habitación, así como un hombre dormido en su cama. Vuelve a la cama antes de que el hombre pone su mano cariñosamente en su rostro y se quita la peluca. La tercera escena muestra a una pareja discutiendo como un niño se sienta delante de ellos mirando. Él sale de la habitación para poner una capa y sale del edificio. En la azotea, aparentemente preparándose para saltar, los padres llegan detrás de él para salvarlo.
En un comunicado de prensa, Kerli afirma que "algunos de los mensajes más importantes en el vídeo tiene menos juicio ya que simplemente no conocemos historias de otras personas y ser muy valiosa sobre el momento en que llegue a pasar con la gente que amamos y tiempo en general ", y que ella quería darle a su afición" algo más arenoso y esta vez de verdad que espero que les inspira la forma en que han inspirado "a ella.

## Posición e Impacto
El 8 de diciembre "The Lucky Ones" debutó en el número 41 de la lista Billboard Hot Dance Club Songs. El 16 de febrero de 2013 "The Lucky Ones" llegó al número 1 convirtiéndose en su segundo sencillo en alcanzar la cima del Billboard Hot Dance Club Songs, y su tercer sencillo en entrar al top 10.

## Canciones
- Descarga digital

1. "The Lucky Ones" – 3:55

- Remix EP

1. "The Lucky Ones" (Morgan Page Extended Club) – 5:35
2. "The Lucky Ones" (Morgan Page Instrumental) – 5:34
3. "The Lucky Ones" (Rich Morel's Hot Sauce Mix) – 7:24
4. "The Lucky Ones" (Rich Morel's Hot Sauce Dub) – 7:03
5. "The Lucky Ones" (Hector Fonseca Club Mix) – 7:01
6. "The Lucky Ones" (Hector Fonseca & Tommy Love Tribal Dub) – 6:07
7. "The Lucky Ones" (Syn Cole Vs. Kerli Club) – 6:21
8. "The Lucky Ones" (Syn Cole Vs. Kerli Dub) – 6:20
9. "The Lucky Ones" (tyDi Remix) – 5:48
10. "The Lucky Ones" (tyDi Dub) – 5:47
11. "The Lucky Ones" (Cole Plante Extended Remix) – 5:52
12. "The Lucky Ones" (Oliver Twizt Remix) – 5:23

## Posicionamiento en listas
| Lista (2012)                          | Mejor posición |
| ------------------------------------- | -------------- |
| Estados Unidos (Hot Dance Club Songs) | 1              |

## Lanzamiento
| Región         | Fecha                  | Formato                 | Discográfica   |
| -------------- | ---------------------- | ----------------------- | -------------- |
| Canadá         | 29 de octubre de 2012  | Descarga digital        | Island Records |
| México         | 29 de octubre de 2012  | Descarga digital        | Island Records |
| Estados Unidos | 29 de octubre de 2012  | Descarga digital        | Island Records |
| Alemania       | 5 de noviembre de 2012 | Descarga digital        | Island Records |
| Reino Unido    | 5 de noviembre de 2012 | Descarga digital        | Island Records |
| Estados Unidos | 4 de diciembre de 2012 | Descarga digital: remix | Island Records |